# Ternstroemia alnifolia
Ternstroemia alnifolia är en tvåhjärtbladig växtart som beskrevs av Heinrich Wawra. Ternstroemia alnifolia ingår i släktet Ternstroemia och familjen Pentaphylacaceae. Inga underarter finns listade i Catalogue of Life.